# Канела, Тереса
Тереса Канела Хименес (исп. Teresa Canela Giménez; род. 4 марта 1959) — испанская шахматистка, международный мастер среди женщин (1987).
В составе сборной Испании участница пяти Олимпиад (1976, 1984—1990). На седьмой Олимпиаде (1976) в Хайфе команда заняла 3-е место.

## Изменения рейтинга
| Графики недоступны из-за технических проблем. См. информацию на Фабрикаторе и на mediawiki.org. |